# Love Among the Ruins (ER)
Love Among the Ruins is de drieëntwintigste aflevering van het eerste seizoen van de televisieserie ER, die voor het eerst werd uitgezonden op 4 mei 1995.

## Verhaal
Dr. Greene krijgt een aanvaring met Dr. Swift over een behandeling van een patiënt. Ondertussen is hij naar Milwaukee verhuisd om te proberen zijn huwelijk te redden.
Dr. Ross en Hathaway krijgen een meisje van een katholieke school in behandeling met meningitis. Nu willen zij iedereen voor de zekerheid een medicijn geven tegen meningitis. Omdat dit schadelijk kan zijn bij zwangerschap, komt een zuster naar voren die zegt dat zij misschien zwanger kan zijn.
Het personeel van de SEH ontdekt per toeval dat Carter een zoon is van een zeer rijke familie. Ondertussen besluit Carter om een opleiding aan te vragen voor de SEH als voor chirurgie.
Dr. Benton krijgt een relatie met Jeanie Boulet, terwijl zij getrouwd is.
Hathaway en Dr. Taglieri hebben moeite met het maken van de huwelijksgeloften, dit terwijl over twee weken hun huwelijk is.
Dr. Lewis heeft een patiënt onder behandeling die net een zelfmoordpoging heeft gedaan, en met chantage probeert hij te beletten dat zijn vriendin hem verlaat. Ondertussen heeft zij het gehad met haar zus Chloe en eist dat zij haar huis uitgaat.

## Rolverdeling

### Hoofdrol
- Anthony Edwards - Dr. Mark Greene
- Christine Harnos - Jennifer Greene
- Yvonne Zima - Rachel Greene
- George Clooney - Dr. Doug Ross
- Sherry Stringfield - Dr. Susan Lewis
- Kathleen Wilhoite - Chloe Lewis
- Eriq La Salle - Dr. Peter Benton
- Michael Ironside - Dr. William 'Wild Willy' Swift
- Rick Rossovich - Dr. John 'Tag' Taglieri
- Noah Wyle - John Carter
- Julianna Margulies - verpleegster Carol Hathaway
- Conni Marie Brazelton - verpleegster Connie Oligario
- Ellen Crawford - verpleegster Lydia Wright
- Deezer D - verpleger Malik McGrath
- Yvette Freeman - verpleegster Haleh Adams
- Vanessa Marquez - verpleegster Wendy Goldman
- Lily Mariye - verpleegster Lily Jarvik
- Gloria Reuben - Jeanie Boulet
- Abraham Benrubi - Jerry Markovic

### Gastrol
- Lisa Zane - Diane Leeds
- Zachary Browne - Jake Leeds
- Ving Rhames - Walter Robbins
- Carmen Argenziano - Howard Davis
- Catherine Lloyd Burns - Amy
- Amy Ryan - zuster
- Janet MacLachlan - moeder-overste
- Wayne Duvall - Umpire
- Jennifer Gatti - Melanie Graff

en vele andere